# زوییزد
زوییزد (به صربی: Zvijezd) یک منطقهٔ مسکونی در صربستان است که در پریژپولجه واقع شده‌است. زوییزد ۱۰۴ نفر جمعیت دارد.